# Bradyidius hirsutus
Bradyidius hirsutus is een eenoogkreeftjessoort uit de familie van de Aetideidae. De wetenschappelijke naam van de soort is voor het eerst geldig gepubliceerd in 1976 door Bradford.